# Mantecatos
Mantecatos és un còmic de Manel Fontdevila i Subirana publicat per Glenat el 2003, algunes de les quals havien estat publicades prèviament a la revista Nosotros Somos Los Muertos.

## Argument
Mantecatos és un recull d'històries breus que parteix d'anècdotes i situacions quotidianes com una discussió de parella, somnis o traumes infantils, en to de reflexió i comèdia.

## Premis
- Millor obra d'autor espanyol al Saló Internacional del Còmic de Barcelona de 2004.[5]